# Imunologická synapse
V imunologii označuje pojem imunologická synapse (také imunitní synapse) rozhraní vznikající při kontaktu mezi antigen-prezentující buňkou a lymfocytem, např. efektorovou T buňkou nebo NK buňkou. Imunologická synapse je předmětem mnoha aktuálních výzkumů.

## Struktura a funkce
Imunologická synapse byla původně označována jako tzv. "supramolekulární aktivační klastr, SMAC" Tato struktura se skládá ze soustředných kruhů připomínajících terč, z nichž každý obsahuje specifické proteiny:
- c-SMAC (centrální SMAC) složený z θ isoformy protein kinázy C, a molekul CD2, CD4, CD8, CD28, Lck a Fyn,[4]
- p-SMAC (periferní SMAC) ve kterém jsou uspořádány proteiny LFA-1 a talin,[3]
- d-SMAC (distální SMAC) bohatý na molekuly CD43 a CD45.[5][6]

Nové výzkumy ale ukazují, že typická terčovitá struktura není přítomna ve všech typech imunologických synapsí. Jiná uspořádání byla popsána např. u synapse mezi T buňkou a dendritickou buňkou.
Komplex imunologické synapse jako celek má několik funkcí zahrnujících například:
- regulaci aktivace lymfocytů
- přenos komplexů MHC-peptidu z antigen-prezentujících buněk na lymfocyty
- směrování sekrece cytokinů (v případě CD4+ T buněk) nebo lytických granul (v případě CD8+ T-buněk).[9]

Nejnovější výzkum ukázal překvapivou paralelu mezi imunologickou synapsí a primární cilií. Jedná se především o shodnou reorganizaci aktinu během tvorby primární cilie i synapse, orientaci centrosomu směrem ke struktuře a využití shodných transportních molekul (např. IFT20, Rab8, Rab11).

## Formace
Prvotní interakce probíhá mezi LFA-1 přítomným v p-SMACu T buňky, a nespecifickými adhezními molekulami (např. ICAM-1 nebo ICAM-2) na cílové buňce. Když se T buňka naváže na cílovou buňku, může na jejím povrchu pomocí pseudopodií hledat specifický peptid:MHC komplex.
Proces formace imunologické synapse začíná vazbou T-buněčného receptoru na peptid:MHC komplex antigen-prezentující buňky. Specifické signalizační dráhy spouští orientaci centrosomu T buňky směrem k budoucí synapsi. Celá imunologická synapse a všechny v ní probíhající děje jsou od této chvíle silně polarizovány. Interakcemi TCR/CD3 s integriny a malými GTPázami (např. Rac1, Cdc42) dochází k aktivaci komplexu několika molekul (včetně WAVE (Scar), HSP300, ABL2, SRA1, NAP1 a dalších), který asociuje s proteinem Arp2/3. Arp2/3 poté spouští polymeraci aktinu. Čím více je v místě imunologické synapse aktin polymerován, tím lépe dochází k uspořádání TCR receptorů do kruhovitých struktur. Toto uspořádání podporuje polymeraci aktinu a celý proces se tak upevňuje mechanismem pozitivní zpětnovazebné smyčky.
Některé části procesu formace iunologické synapse se liší u CD4+ a CD8+ lymfocytů. Například formace synapse u CD8+ lymfocytů probíhá velmi rychle, v řádu desítek minut, protože cílem působení CD8+ lymfocytů rychlá eliminace patogena. Celý proces u CD8+ lymfocytů končí sekrecí cytolytických granulí, které zneškodní cílovou buňku. Naopak, u CD4+ lymfocytů může celý proces tvorby imunologické synapse trvat až 6 hodin.
Cytotoxické T lymfocyty obsahují lytická granula – specializované sekreční lysozomy naplněné perforinem a granzymy, lysozomálními hydrolázami (například cathepsiny B a D, β-hexosaminidázou) a dalšími efektorovými proteiny s cytolytickými účinky. Jakmile jsou tyto proteiny doručeny k cílové buňce, je zahájena její apoptotická smrt. Efektivita zabíjení cílových buněk cytotoxickými T-lymfocyty závisí na síle signálu TCR. I když je tento signál slabý nebo trvá pouze velmi krátce, dochází k polarizaci MTOC směrem k imunologické synapsi, ovšem slabý signál není dostatečný k přenosu lytických granul, a tak je zabíjení neúčinné nebo se efekt vůbec neobjeví.

## NK-buněčná synapse
NK buňky formují synapse s cytolytickým efektem na cílovou buňku. Během iniciační fáze se NK buňka přibližuje k cílové buňce, a to buď zcela náhodně nebo v důsledku chemotaktické signalizace. Na jejím povrchu rozezná pomocí CD2 antigen sialyl-Lewis X a dochází k buněčné adhezi. Pokud v této fázi rozezná NK buněčný receptor KIR svůj vlastní antigen na povrchu cílové buňky, dochází k zastavení formování synapse, aby se předešlo útoku na buňku vlastního organismu. Pokud signál pro KIR receptor není přítomen, buněčná adheze se prohlubuje skrze interakce LFA1 a MAC1 a případné další signály (CD226-ligand, CD96-CD155).
Lytická granula jsou sekreční organely naplněné cytolytickými enzymy, např. perforinem a granzymy. Po navození buněčného kontaktu se lytická granula pohybují podél mikrotubulů směrem k centrosomu, který je relokalizován do místa imunologické synapse. Obsah lytických granul je poté vypuštěn směrem k cílové buňce, kam je směrován SNARE proteiny na povrchu váčků.
Inhibiční synapse NK buněk
Když se NK buňka potká s buňkou vlastního těla, formuje se takzvaná inhibiční synapse, která zabrání nechtěné cytolýze cílové buňky. NK-buněčné KIR receptory, které obsahují dlouhé cytoplazmatické řetězce s immunoreceptorovými tyrosinovými inhibičními motivy (ITIM), se shromažďují a organizují do místa synapse, vážou své ligandy na povrchu cílové buňky a formují tzv. supramolekulární inhibiční cluster (SMIC). SMIC poté brání reorganizaci aktinu, blokuje shromažďování aktivačních receptorů v místě synapse a nakonec indukuje separaci obou buněk. Tento proces je zcela zásadní v ochraně vlastních buněk před cytolýzou NK buňkami.